# Básti Lajos-díj
A Básti Lajos-díj Básti Lajos Kossuth-díjas színművészről elnevezett színházművészeti díj. 
Az elismerést 2014-ben alapított a Színházi Dolgozók Szakszervezete (SzíDoSz). Az odaítéléséről a szakszervezet által választott háromtagú zsűri dönt. A díjjal oklevél, plakett és 100 000 Ft jár, amelyet a SzíDoSz elnöke ad át. A zsűri tagjai 2024-ben: Császár Angela, Izsó Katalin, Pregitzer Fruzsina.
A Básti Lajos-díjat olyan 35 év alatti, magyarországi vagy határon túli színész vagy színésznő kaphatja meg, aki az Országos Színházi Találkozón bemutatott darabok valamelyikében kimagasló művészi teljesítményt nyújtott.

## Díjazottak
- 2014 – Köles Ferenc
- 2015 – Bajomi Nagy György
- 2016 – Horváth László Attila
- 2017 – Harsányi Attila
- 2018 – Rózsa Krisztián
- 2019 – Mészáros Béla, Fazakas Júlia
- 2020 – nem adták át
- 2021 – nem adták át
- 2022 – nem adták át
- 2023 – nem adták át
- 2024 – Zsigmond Emőke, Karácsony Gergely[2]
- 2025 – Hartai Petra, Gedő Zsolt[3][4]